# Klinikum am Gesundbrunnen
Das Klinikum am Gesundbrunnen ist ein Krankenhaus in Heilbronn und das größte Haus des SLK-Kliniken-Verbundes. Es bietet mit rund 1000 Betten eine umfassende medizinische Versorgung in zahlreichen Fachdisziplinen. Unmittelbar an der Klinik angeschlossen ist die Kinderklinik sowie die SLK-Gesundheitsakademie. Das Klinikum ist das größte Level-1-Akutkrankenhaus in der Umgebung.

## Geschichte
Die Ursprüngen des Klinikums gehen auf das Jahr 1306 zurück, als das erste Hospital in Heilbronn gegründet wurde. Seit 1977 ist das Klinikum am Gesundbrunnen ein akademisches Lehrkrankenhaus der Universität Heidelberg und engagiert sich in der Ausbildung von Medizinstudierenden. Nach mehreren Standortwechseln befindet sich das Klinikum seit 1989 am heutigen Standort „Am Gesundbrunnen“. Im Jahr 2001 fusionierte die Klinikum Heilbronn GmbH mit der Kliniken GmbH Landkreis Heilbronn zur SLK-Kliniken GmbH. Zwischen 2017 und 2024 wurde das Krankenhaus in zwei Bauabschnitten modernisiert und erweitert. Im Dezember 2024 wurde ein neuer Gebäudeteil mit modernster medizinischer Ausstattung eröffnet.

## Zertifikate & Zusatzqualifikationen
Zertifikate
- HFU-Schwerpunktklinik im Jahr 2018 von der Deutschen Gesellschaft für Kardiologie;
- Chest Pain Unit (CPU) im Jahr 2012 von der Deutschen Gesellschaft für Kardiologie;
- Hypertoniezentrum im Jahr 2014 von der Deutschen Hochdruckliga e.V. & der Deutschen Gesellschaft für Hypertonie und Prävention

Zusatzqualifikationen
- Qualifizierungsstätte für interventionelle Kardiologie im Jahr 2015 von der Deutschen Gesellschaft für Kardiologie

## Medizinisches Angebot
Das Klinikum am Gesundbrunnen verfügt über zahlreiche medizinische Fachabteilungen, darunter:
- Innere Medizin
- Allgemein- und Unfallchirurgie
- Kardiologie
- Onkologie
- Gastroenterologie
- Gynäkologie und Geburtshilfe
- Urologie
- Neurologie
- Kinderheilkunde
- Hals-Nasen-Ohren-Heilkunde
- Dermatologie
- Augenheilkunde
- Plastische Chirurgie
- Altersmedizin

Zudem ist das Klinikum Standort des Tumorzentrum Heilbronn-Franken, welches elf zertifizierte Organkrebszentren umfasst.